# Светлая умбрина
Светлая умбри́на или светлый горбыль (лат. Umbrina cirrosa) — вид морских рыб из семейства горбылёвых (Sciaenidae).

## Описание
Тело удлинённое, высокое, несколько сжато с боков. Рыло короткое и тупое. Небольшой рот с мелкими зубами. На подбородке один короткий толстый усик. Задний край предкрышки костный, зазубренный. Один спинной плавник разделён глубокой выемкой на колючую (с 10—11 лучами) и мягкую (с 22—24 лучами) части. В анальном плавнике две колючки и 6—8 мягких лучей. Хвостовой плавник слабо выемчатый. Окраска спины коричневая, по бокам тела тянутся направленные вперёд косые тёмные полосы. Вдоль заднего края жаберной крышки имеется чёрная перепонка. Достигает длины 1,5 м (обычно до 40 см) и массы 32 кг.
29 мая 2011 года в Мраморном море у побережья Турции был выловлен экземпляр рекордных размеров: длиной 196 см и весом 74 кг.

## Ареал
Распространена в восточной части Атлантического океана от Бискайского залива до Марокко, встречается в Средиземном, Эгейском, Мраморном, Чёрном и Азовском морях.

## Биология
Прибрежный придонный вид, обитает на глубине до 100 м. Держится у скалистых берегов над каменистым или песчаным дном. Совершает сезонные миграции, подходя ближе к берегу в летнее время и откочёвывая на бо́льшие глубины в зимнее время. Молодь встречается в эстуариях. Питается донными беспозвоночными и рыбой (хамса, скумбрия, кефали). Самцы впервые созревают в возрасте двух лет (встречаются преждевременно созревающие годовалые самцы), а самки — в возрасте трёх лет. Нерест у берегов Турции в марте—апреле, у побережья Болгарии — в июне—августе, в Средиземном море — в июле—августе. Плодовитость до 2900 тыс. икринок.

## Хозяйственное значение
Вследствие низкой численности промысловое значение невелико. Изредка попадается в виде прилова. Проводятся экспериментальные работы по выращиванию светлой умбрины в искусственных условиях.